# Dani Black
Dani Black, nome artístico de Daniel Espíndola Black (São Paulo, 8 de dezembro de 1987), é um cantor, compositor e guitarrista brasileiro.

## Biografia e carreira
Nascido e criado na Capital Paulista, é filho da cantora Tetê Espíndola e do compositor Arnaldo Black. A música, portanto, sempre esteve presente em sua vida, optando pela carreira musical ainda na infância. É reconhecido hoje como um importante nome da nova geração da MPB.
Já foi citado como destaque da música brasileira em entrevistas de grandes nomes como Milton Nascimento, Djavan, Chico César, Lenine, Zélia Duncan, Moska, Ney Matogrosso, entre outros.
Foi eleito pela Billboard Brasil o Artista revelação de 2011.
Foi premiado em diversos festivais de composição pelo Brasil.
Participou da gravação do DVD de Maria Gadú interpretando em dueto sua música "Aurora".
Participou do DVD “Aos vivos agora” de Chico César, chamando atenção como intérprete e guitarrista virtuoso. Dani fez ao lado de Chico, como participação especial, a turnê de divulgação do DVD “Aos vivos agora”, que circulou pelo Brasil, Europa e Argentina.
Lançou o seu primeiro disco “Dani Black” no segundo semestre de 2011. A produção e arranjos do disco são assinadas por Marcelo Mariano, Luís Paulo Serafim e pelo maestro Paulo Calasans. A parte visual conta com obras do artista plástico Flávio Rossi. E a capa é do lendário fotógrafo Tripolli.
Fez shows de lançamento do primeiro disco em diversas capitais do Brasil e em Portugal foi artista convidado do festival de World Music "Vodafone Mexfest".
Como compositor é um dos mais gravados de sua geração. Tendo musicas na voz de artistas como Maria Gadú, 5 a seco, Pedro Mariano, Ney Matogrosso, Elba Ramalho, entre outros.
É interpretado por Ney Matogrosso no novo show do artista. A música de Dani Black “Oração” também inspira o nome da nova turnê de Ney, “Atento aos Sinais”.
Fez a trilha sonora da peça “Uma noite na lua” de João Falcão, estrelada por Gregório Duvivier e eleita uma das 10 melhores em cartaz no Rio de Janeiro.
Lançou gratuitamente em seu site um compacto de 8 faixas, gravado ao vivo, intitulado Dani Black EP SP Ao Vivo. Em poucos dias o trabalho teve milhares de downloads.
Em 2015 o cantor lançou seu aguardado e aclamado segundo álbum de estúdio intitulado Dilúvio.
Em 2015, Dani compôs a canção "Trono do Estudar", em apoio aos estudantes que se articularam contra o projeto de reorganização escolar do governo estadual de São Paulo. A faixa teve a participação de 18 artistas brasileiros: Chico Buarque, Arnaldo Antunes (ex-Titãs), Tiê, Dado Villa-Lobos (Legião Urbana), Paulo Miklos (Titãs), Tiago Iorc, Lucas Silveira (Fresno), Filipe Catto, Zélia Duncan, Pedro Luís (Pedro Luís & A Parede), Fernando Anitelli (O Teatro Mágico), André Whoong, Lucas Santtana, Miranda Kassin, Tetê Espíndola, Helio Flanders (Vanguart), Felipe Roseno e Xuxa Levy.

## Discografia
- Dani Black (2011)
- Dani Black EPSP - Ao Vivo (2013)
- Dilúvio (2015)
- Frequência Rara - Ao Vivo (2020)